# Вільям Татт
Ві́льям То́мас Татт (англ. William Thomas Tutte; 14 травня 1917 — 2 травня 2002) — британський, пізніше канадський криптограф і математик. Під час Другої світової війни зробив значний вклад в розшифровку шифру Лоренца, головної німецької шифрувальної системи, що використовувалася для секретних комунікацій між головнокомандувачами вермахту. Крім того, відомий своїми досягненнями в математиці.

## Дитинство та освіта
Народився 14 травня 1917 року в місті Ньюмаркет у Саффолку, в сім'ї садівника. Отримав ступінь бакалавра за фахом хімія в Триніті-коледж (Кембридж). В аспірантурі продовжив вивчати фізичну хімію, але перевівся на математику в кінці 1940 року. У 1941 отримав ступінь магістра.

## Друга світова війна
Незабаром після початку Другої світової війни учитель Татта, Партік Дафф, порекомендував його в Центр урядового зв'язку в Блечлі-Парк. Після інтерв'ю пройшов навчальні курси в Лондоні й зрештою приєднався до науково-дослідної роботи в Блечлі-Парку. Спочатку працював над однією з шифрувальних машин Гагеліна, що використовувалася італійським військово-морським флотом. Це була роторна шифрувальна машина, доступна в промислових масштабах, тому механізми кодування були заздалегідь відомі, і дешифрування повідомлень полягало тільки у визначенні конфігурації машини.

### Аналіз шифру Лоренца

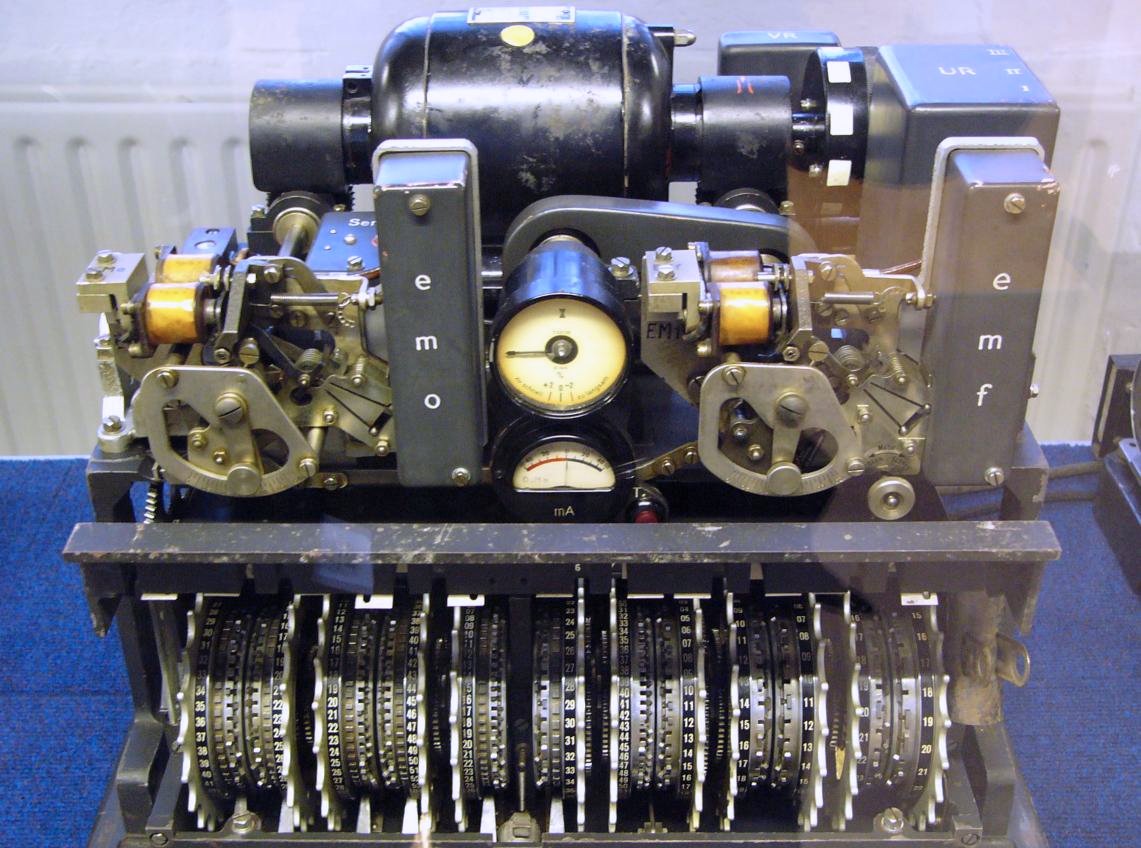
Машина Лоренца SZ42 без верхньої кришки

31 серпня 1941 року німецький оператор надіслав повідомлення розміром 4500 знаків. Повідомлення було отримано з помилками, після чого його було передано повторно з невеликими змінами, але з тим же самим ключем. Це дозволило Джону Тільтману, ветерану Блетчлі-Парку, ідентифікувати шифр передачі як шифр Вернама, і отримати текст двох повідомлень з ключем. Після безрезультатних спроб криптоаналітиків зламати код машини, наявна інформація була передана Татту для подальшої роботи. Татт почав розшифровку з використання методу Казіскі, що полягає в пошуку груп символів, які повторюються в зашифрованому тексті. За допомогою нього він встановив, що довжина ключового слова дорівнює 41 символу. Цю компоненту ключа Татт назвав {\displaystyle \chi }1 (хі1).
Однак, було ясно, що реалізація ключа складніша, тобто що існувала й інша компонента, яку він назвав {\displaystyle \psi }1 (псі1).
Таким чином, машина складалася з {\displaystyle \psi } и {\displaystyle \chi } дисків, що генерували кожні п'ять біт символу. Татт з'ясував, що компоненти ключа {\displaystyle \psi } та {\displaystyle \chi } поєднувалися функцією XOR. Тобто для кожного символу ключ K можна було представити в такий спосіб:
K = {\displaystyle \chi } ⊕ {\displaystyle \psi } 
Після того, як Татт зробив висновок про {\displaystyle \psi }-компоненту, інші дослідники приєдналися до вивчення структури машини.
Протягом наступних двох місяців Татт і інші члени дослідницької групи Блетчлі-Парку відновлювали логічну структуру шифрувальної машини. 

## Кар'єра
Захистив докторську дисертацію з математики в Кембриджі в 1948 році під керівництвом Шона Вайлі, який також працював над машиною Танні в Блечлі-Парку. У тому ж році Татт отримав роботу в університеті Торонто на запрошення Гарольда Коксетера. У 1962 перейшов в університет Ватерлоо в Онтаріо, де пропрацював до кінця своєї академічної кар'єри. Офіційно вийшов на пенсію в 1985 році, але продовжував активну діяльність як заслужений професор. Брав участь у заснуванні Факультету комбінаторики і оптимізації в Університеті Ватерлоо. Його математична кар'єра була сконцентрована на комбінаториці, особливо на теорії графів і вивченні матроїдів.
Був головним редактором Журналу теорії комбінаторики і працював в редакційних колегіях деяких інших математичних журналів. В теорії графів Татт працював над такими проблемами, як структури циклів, максимальний розмір паросполучень, факторизація графів, гамільтонові та негамільтонові графи. Перші основні досягнення в теорії матроїдів зроблені Таттом в його дисертації в Кембриджі в 1948 році. Крім того, він активно розробляв методи і теореми побудови різних видів графів.

## Нагороди і відзнаки
Роботи Тата протягом Другої світової війни і роботи з комбінаторики принесли йому велику кількість почестей і нагород.
- 1958 — член Королівського товариства Канади;
- 1971 — премія Джефрі-Вільямса Канадського математичного товариства;
- 1975 — медаль Генрі Маршалла Торі королівського товариства Канади;
- 1987 — член Лондонського королівського товариства;
- 1998 — призначений почесним директором Центру прикладних Криптографічних Досліджень Університету Ватерлоо[13]
- 2001 — Офіцер Ордена Канади;
- 2001 — CRM-Fields-PIMS prize[en].

Працював бібліотекарем в Королівському астрономічному суспільстві Канади в 1959—1960, і на його честь було названо астероїд 14989 Татт.
У 2011 році, на знак подяки за роботу Татта в Блетчлі-Парку, Центр безпеки комунікацій Канади назвав на його честь цілу організацію — Інститут математики і обчислень імені В. Т. Татта.
У вересні 2014 в Ньюмаркеті, рідному місті Татта, встановлена скульптура на його честь.

## Кінець життя
Після того, як Татт прийняв запрошення на роботу від Університету Ватерлоо, він і його дружина Доротея купили будинок в сусідньому селі Вест Монтроуз, Онтаріо. Після смерті дружини в 1994, повернувся жити в рідній Ньюмаркет, але потім знову переїхав в Ватерлоо у 2000 році, де помер два роки потому. Похований на кладовищі Вест Монтроуз в 2002 році.

## Книги
- Tutte, W. T. (1966), Connectivity in graphs, Mathematical expositions, т. 15, Toronto, Ontario: University of Toronto Press, Zbl 0146.45603
- Tutte, W. T. (1966), Introduction to the theory of matroids, Santa Monica, Calif.: RAND Corporation report R-446-PR. Also Tutte, W. T. (1971), Introduction to the theory of matroids, Modern analytic and computational methods in science and mathematics, т. 37, New York: American Elsevier Publishing Company, ISBN 978-0-444-00096-5, Zbl 0231.05027
- Tutte, W. T., ред. (1969), Recent progress in combinatorics. Proceedings of the third Waterloo conference on combinatorics, May 1968, New York-London: Academic Press, с. xiv+347, ISBN 978-0-12-705150-5, Zbl 0192.33101
- Tutte, W. T. (1979), McCarthy, D.; Stanton, R. G. (ред.), Selected papers of W.T. Tutte, Vols. I, II., Winnipeg, Manitoba: Charles Babbage Research Centre, St. Pierre, Manitoba, Canada, с. xxi+879, Zbl 0403.05028
  - Volume I: ISBN 978-0-969-07781-7
  - Volume II: ISBN 978-0-969-07782-4
- Tutte, W. T. (1984), Graph theory, Encyclopedia of mathematics and its applications, т. 21, Menlo Park, California: Addison-Wesley Publishing Company, ISBN 978-0-201-13520-6, Zbl 0554.05001 Reprinted by Cambridge University Press 2001, ISBN 978-0-521-79489-3
- Tutte, W. T. (1998), Graph theory as I have known it, Oxford lecture series in mathematics and its applications, т. 11, Oxford: Clarendon Press, ISBN 978-0-19-850251-7, Zbl 0915.05041 Reprinted 2012, ISBN 978-0-19-966055-1